# Before & After
Before & After (en español: Antes y después) es el primer álbum de grandes éxitos del dúo puertorriqueño Magnate & Valentino. Fue publicado el 14 de marzo de 2006 a través de los sellos discográficos VI Music y Machete Music. Contiene sencillos previos como «Gata celosa» y «Dile a ella» con canciones inéditas como «Fuera de control», «Persígueme» y «Reggaetón».
Las canciones solistas en el álbum fueron un preámbulo a su separación temporal en ese año, donde cada uno estuvo publicando su propio proyecto, Progresivo y Los compadres: La perfecta ocasión, regresando a mediados de 2008 con «Tal vez».

## Lista de canciones
| N.º   | Título                            | Productor(es)                  | Duración |  |
| 1.    | «Anda» (Versión 2006)             | Escobar                        | 3:16     |  |
| 2.    | «Gata celosa» (con Héctor & Tito) | Luny Tunes · Noriega           | 3:19     |  |
| 3.    | «Ya lo sé»                        | Eliel                          | 3:46     |  |
| 4.    | «Vuelve a mí»                     | Eliel                          | 3:35     |  |
| 5.    | «Métele Dembow» (con Mario VI)    | Eliel · Escobar                | 3:34     |  |
| 6.    | «Te buscaré»                      | Eduardo Reyes                  | 3:26     |  |
| 7.    | «Quiero sentir tu cuerpo»         | Eliel · Notty · Cheka          | 2:53     |  |
| 8.    | «Dile a ella» (con Don Omar)      | Eliel                          | 4:37     |  |
| 9.    | «Lo prohibido»                    | Eliel · Escobar                | 3:57     |  |
| 10.   | «Mujer traicionera»               | Eliel                          | 5:07     |  |
| 11.   | «Fuera de control»                | Escobar · Fade · Álex Gárgolas | 3:00     |  |
| 12.   | «Persígueme»                      | Escobar · Fade                 | 4:09     |  |
| 13.   | «Reggaetón» (Canción nueva)       | Thilo · Nales                  | 2:57     |  |
| 47:36 |                                   |                                |          |  |

DVD
1. Salen inquietas
2. Quiero sentir tu cuerpo
3. Gata celosa
4. Te buscaré
5. Ya lo sé
6. Vuelve a mí
7. Lo prohibido
8. Mujer traicionera

## Posicionamiento en listas
| Listas (2006)                        | Mejor posición |
| ------------------------------------ | -------------- |
| Estados Unidos (Heatseekers Albums)  | 18             |
| Estados Unidos (Latin Rhythm Albums) | 7              |
| Estados Unidos (Top Latin Albums)    | 19             |